# Tranopelta
Tranopelta é um gênero de insetos, pertencente a família Formicidae.

## Espécies
- Tranopelta amblyops
- Tranopelta gilva
- Tranopelta heyeri
- Tranopelta heyeri columbica
- Tranopelta heyeri heyeri
- Tranopelta subterranea